# Inga Theo-Lundberg
Inga Margareta Theo-Lundberg, född 25 april 1909 i Laholm, död 3 januari 1991 i Halmstad, var en svensk målare och tecknare.
Hon var dotter till redaktören Gustaf Theo Lundberg och Hilda Maria Kristina Johansson och gift 1939–1945 med kassören Iwan Ronius. Efter avslutade studier vid Helsingborgs handelsskola 1929 arbetade Theo-Lundberg under 1930-talet på ett bankkontor och en tidning i Laholm samtidigt som hon bedrev självstudier i teckning. Hon flyttade till Halmstad 1940 och blev där heltidsutövande konstnär 1944. Hon studerade målning vid Barts målarskola i Stockholm 1947 och vid Otte Skölds målarskola 1948 samt under studieresor till bland annat Ungern, Österrike och Frankrike. Hon medverkade i samlingsutställningar på Hallands museum i Halmstad. Hennes konst består av nakenkompositioner, porträttstudier, landskapsskildringar från det halländska kustlandskapet utförda i olja, tempera, gouache eller krita.